# 14. Waffen-Grenadier-Division der SS (galizische Nr. 1)
14. Waffen-Grenadier-Division der SS (galizische Nr. 1), senare benämnd 14. Waffen-Grenadier-Division der SS (ukrainische Nr. 1), var en tysk Waffen-SS-division. Den uppställdes i april 1943 och kom att strida i bland annat Ukraina. Manskapet bestod i huvudsak av ukrainare från Galizien. I april 1945 överfördes den till den Ukrainska nationalarmén som dess första division.